# Charles Auffret (médecin)
Pour les articles homonymes, voir Charles Auffret et Auffret.
Charles-Jacques-Émile Auffret (Brest, 1838 - Paris, 1911) est le chef de santé de la marine française, professeur à l'École de médecine navale de Brest, directeur du Service de santé de la Marine à Rochefort, membre correspondant de l'Académie de médecine, officier de l'Instruction publique.

## Biographie
Né à Brest (Finistère) le 1er juillet 1838, il suit ses études au lycée de Brest, entre à l'école de médecine navale de Brest en 1855 où il obtient le titre de médecin. Promu médecin de 1re classe de la marine, il doit combattre les épidémies de scarlatine et de choléra dans le port militaire avant de naviguer sur les bâtiments de la marine française en Afrique (Sénégal, Gabon), en Amérique (Antilles, Cayenne), à Constantinople, en Algérie.
Il est nommé professeur de physiologie en 1872 qu'il enseigne pendant quinze ans, puis professeur de médecine opératoire en 1883 et enfin professeur de clinique chirurgicale en 1886.
Après quelques années à la Direction du service de santé des armées à Paris, il est nommé directeur du service de santé au port de Rochefort en 1892, puis à Brest en 1896 jusqu'en 1901, date à laquelle il est appelé à Paris pour assumer la fonction d'Inspecteur général du service de la Marine française.

## Publications
Sa thèse de médecine La variole observée à l'hôpital maritime de Brest en 1869, observations thermiques dans la variole et la scarlatine est publié en 1869.
Il fait paraître un ouvrage scientifique en 1881 intitulé Manuel de dissection des régions et des nerfs.
Ses autres écrits sur la médecine constituant des mémoires sont Cliniques chirurgicales à l'hôpital de Brest en 1880-90, Secours aux blessés et aux naufragés des guerres maritimes, Nouveau procédé de transport des blessés maritimes, De la tuberculose étudiée dans l'arsenal de Brest.
Son goût de l'art lui fait éditer un ouvrage non scientifique Une famille d'artistes brestois au XVIIIe siècle. Les Ozanne qu'il publia en 1891.

## Distinctions[6]
- Officier de l'Instruction publique
- Chevalier de la Légion d'honneur : 05/02/1875
- Officier de la Légion d'honneur : 05/07/1888
- Commandeur de la Légion d'honneur : 30/12/1900